# 豊洲 (八戸市)
豊洲（とよす）は青森県八戸市の町丁。郵便番号は039-1162。人口は0人、世帯数は0世帯（2020年4月30日現在）。丁目の設定のない単独町名である。住居表示は全域で未実施。

## 地理
豊洲は、南側に沼館・江陽、北側に太平洋、ポートアイランド、西側に馬淵川、東側に新井田川が位置する。デルタ地帯に建設された工業地帯である。この地域は工業専用地域で八戸火力発電所、大平洋金属、石油基地などが立地している。毎年夏に「はちのへ花火大会」が開かれる。

## 世帯数と人口
2020年（令和2年）4月30日現在の世帯数と人口は以下の通りである。
| 丁目 | 世帯数 | 人口 |
| ---- | ------ | ---- |
| 豊洲 | 0世帯  | 0人  |
| 計   | 0世帯  | 0人  |

## 交通
鉄道の駅はないものの、貨物専用線が設置されている。

## 道路
幹線道路は八戸臨港道路3・3・7号線が通る。